# Parco nazionale di Unzen-Amakusa
Il Parco nazionale di Unzen-Amakusa (雲仙天草国立公園?, Unzen-Amakusa Kokuritsu Kōen) è un parco nazionale giapponese, posto nelle prefetture di Nagasaki, Kumamoto e Kagoshima.
Istituito il 16 marzo 1934 (con il nome di Parco nazionale di Unsen, poi modificato nel 1956), il parco comprende l'area del monte Unzen e l'arcipelago di Amakusa, dai quale prende il nome. L'area è inoltre legata all'arrivo del Cristianesimo in Giappone, e conseguentemente ai Kakure kirishitan. L'estensione totale del parco è di 282,79 km2.